# Pocahontas (Missouri)
Pocahontas és una població dels Estats Units a l'estat de Missouri. Segons el cens del 2000 tenia 127 habitants.

## Demografia
Segons el cens del 2000, Pocahontas tenia 127 habitants, 45 habitatges, i 32 famílies. La densitat de població era de 490,3 habitants per km².
Dels 45 habitatges en un 37,8% hi vivien nens de menys de 18 anys, en un 62,2% hi vivien parelles casades, en un 6,7% dones solteres, i en un 26,7% no eren unitats familiars. En el 20% dels habitatges hi vivien persones soles el 6,7% de les quals corresponia a persones de 65 anys o més que vivien soles. El nombre mitjà de persones vivint en cada habitatge era de 2,82 i el nombre mitjà de persones que vivien en cada família era de 3,36.
Per edats la població es repartia de la següent manera: un 30,7% tenia menys de 18 anys, un 8,7% entre 18 i 24, un 29,1% entre 25 i 44, un 21,3% de 45 a 60 i un 10,2% 65 anys o més.
L'edat mediana era de 32 anys. Per cada 100 dones de 18 o més anys hi havia 95,6 homes.
La renda mediana per habitatge era de 36.250 $ i la renda mediana per família de 41.667 $. Els homes tenien una renda mediana de 29.500 $ mentre que les dones 18.333 $. La renda per capita de la població era de 13.650 $. Cap de les famílies i el 3,7% de la població estaven per davall del llindar de pobresa.

## Poblacions més properes
El següent diagrama mostra les poblacions més properes.